# Gordon Richards
Sir Gordon Richards (Oakengates, 5 maggio 1904 – Kintbury, 10 novembre 1988) è stato un fantino inglese.

## Biografia
La sua carriera, durata 34 anni dal 1920 al 1954, gli consentì di partecipare a ben 21834 corse e di vincerne 4870.
Colse il suo primo successo il 31 maggio 1921 a Leicester, montando Gay Lord.
Interruppe la sua carriera in seguito ad una caduta mentre montava Abergeldie, il cavallo della regina.
Malgrado la sua corposa serie di successi riuscì a vincere il prestigioso Epsom Derby solo nel 1953, montando Pinza.
La regina gli conferì il titolo di sir, mai prima di allora concesso ad un fantino.